# KZ-Außenlager Leonberg

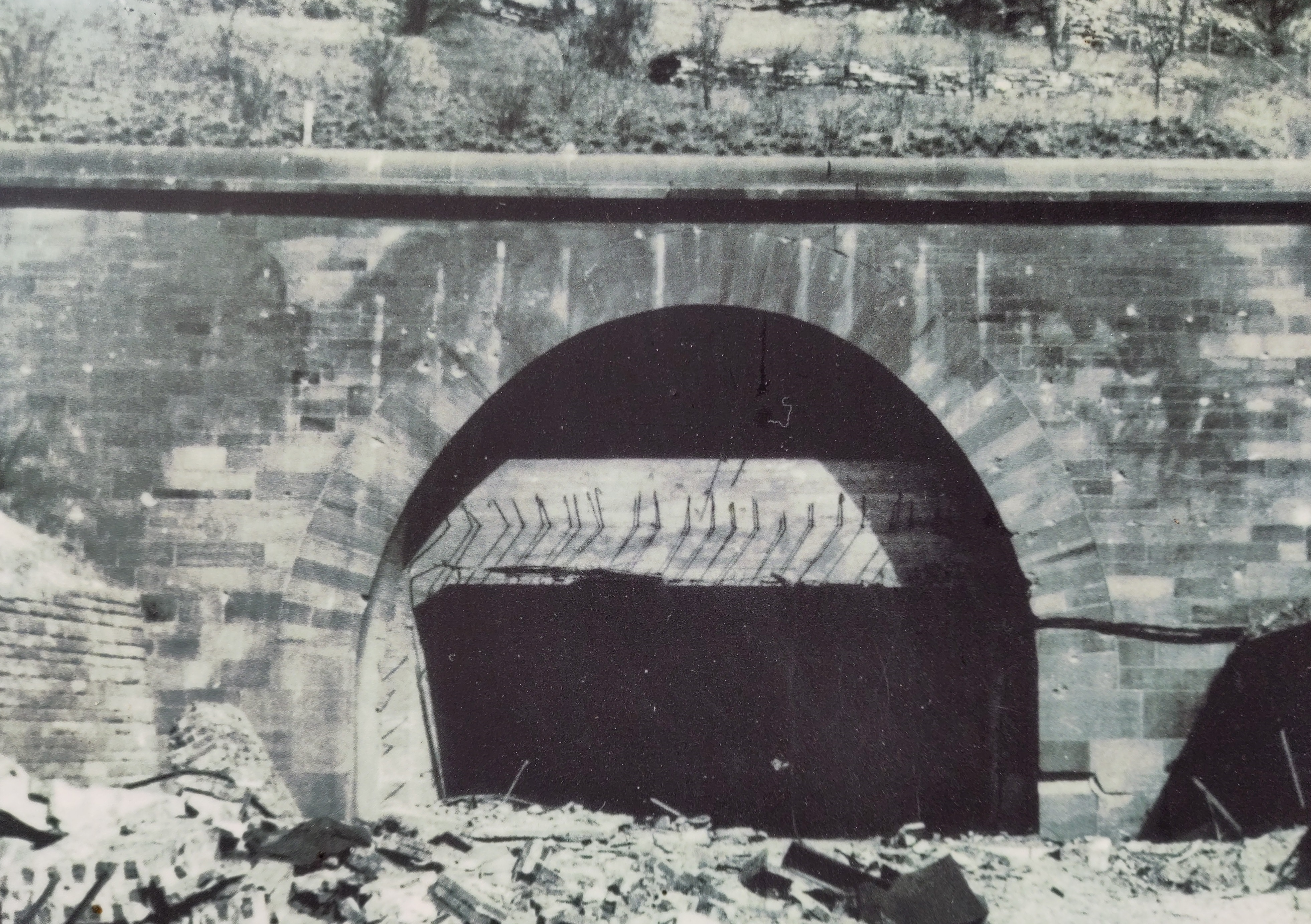
Produktionsstätte der „Presswerke Leonberg“ im Alten Engelbergtunnel mit eingezogener Zwischenwand

Das KZ-Außenlager Leonberg war ab April 1944 eines der Außenlager des Konzentrationslagers Natzweiler-Struthof. Die KZ-Häftlinge mussten für die Messerschmitt AG in der unterirdischen Fabrik „Presswerk Leonberg“ Zwangsarbeit verrichten. Dabei kamen im KZ-Außenlager Leonberg mindestens 389 KZ-Häftlingen ums Leben, ein Vielfaches mehr verstarb außerhalb Leonbergs in Sterbelagern und während der Todesmärsche in Bayern am Ende des Krieges.

## Vorgeschichte

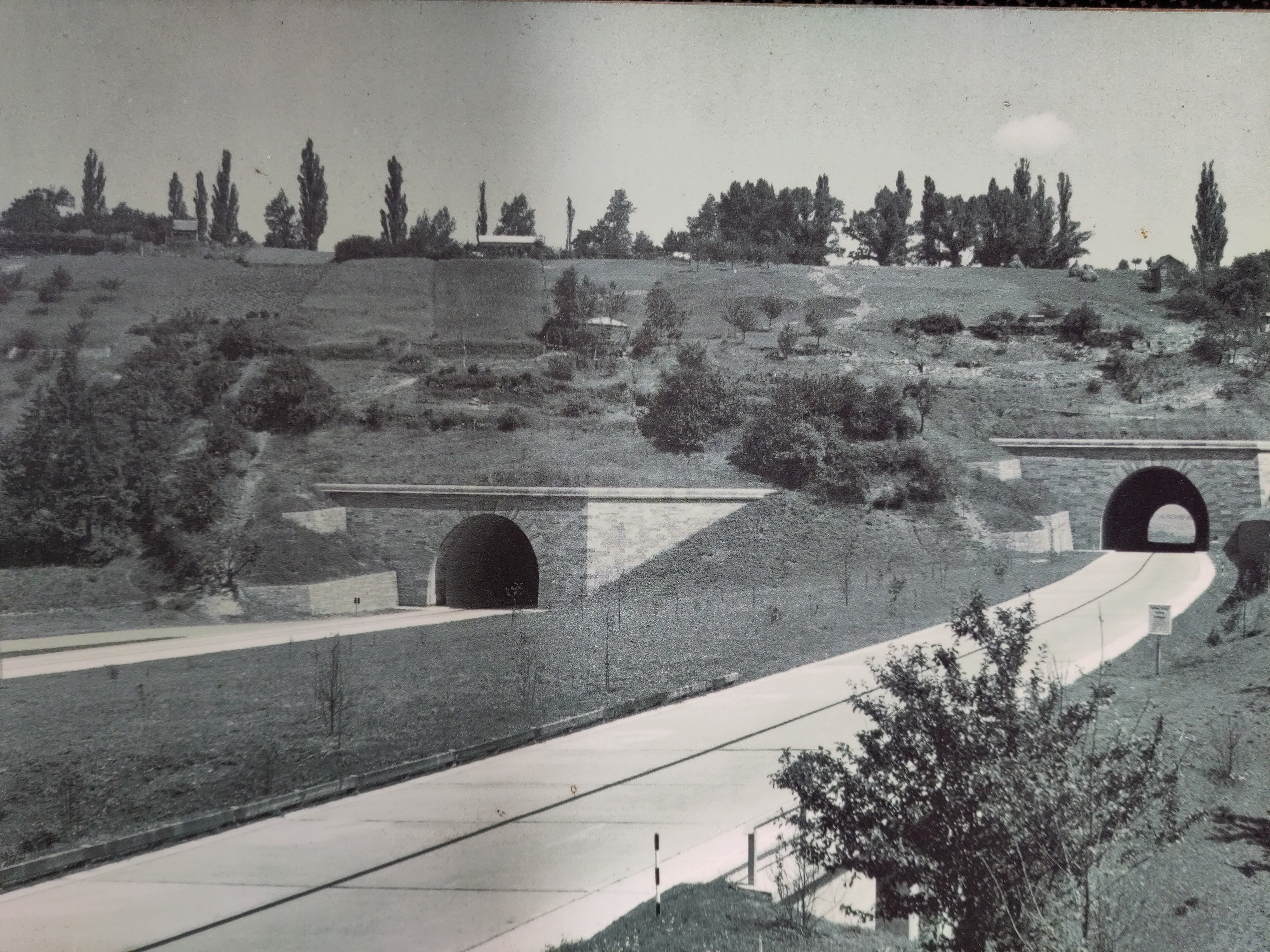
Engelbergtunnel der Reichsautobahn um 1938

Nach zunehmenden alliierten Luftangriffen auf die Flugzeugwerke Messerschmitt AG in Augsburg, musste die Produktion von Jagdflugzeugen an bombensichere Orte verlegt werde. Wohl schon Anfang März 1944 wurde im Reichsministerium für Rüstung und Kriegsproduktion beschlossen, den Engelberg-Autobahntunnel als unterirdische Produktionsanlage zu nutzen. Schon im März 1944 wurde begonnen, die zwei parallelen Röhren des ältesten Tunnels der Reichsautobahn unter dem Engelberg bei Leonberg zu einer Fabrik mit 12.000 m² Produktions- und Lagerfläche auszubauen.  Der „Jägerstab“ des Reichsministeriums für Rüstung und Kriegsproduktion beschloss Anfang April 1944, die Tragflächenproduktion für das Düsenflugzeug Messerschmitt Me 262 von Augsburg unter Tage zu verlegen, u. a. auch nach Leonberg. Dazu wurden ab April 1944 die Enden der 300 m langen Röhren des Autobahntunnels mit Betonschleusen zum Schutz gegen Tieffliegerangriffe verschlossen. Die zwei Röhren bildeten so sichere Produktionsstätten für die Firma „Presswerk Leonberg“, einem Teilbetrieb der Messerschmitt AG, Augsburg. Um die Fläche der Produktionsstätte auf 11.000 m² zu erhöhen, wurden in den Röhren eine Zwischendecke eingezogen. Die Produktionsstätte wurde durch einen 22 m hohen Luftschacht von oben belüftet.

## Das KZ-Außenlager

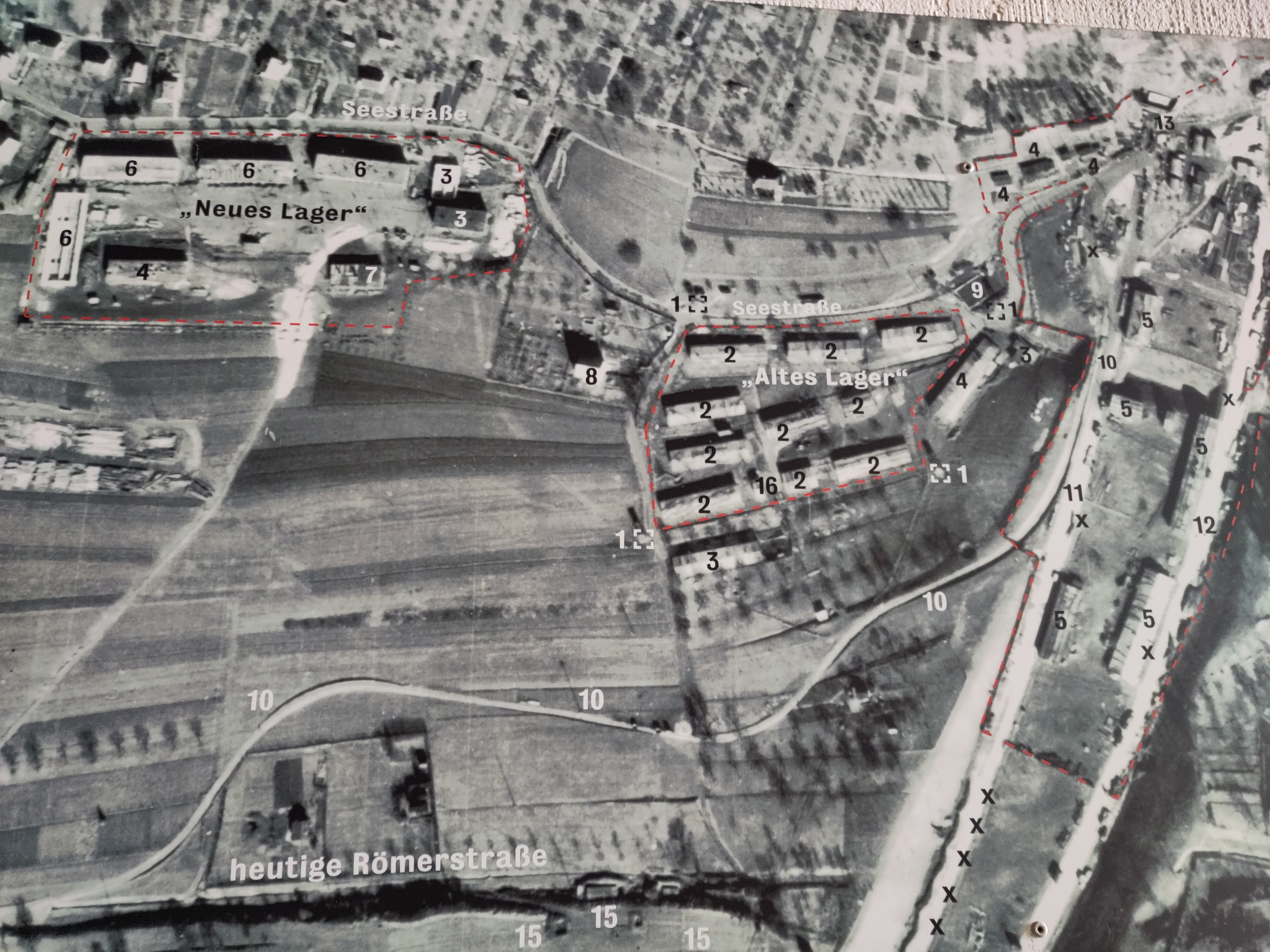
Überblick über das KZ-Außenlager Leonberg: ---- Zaun, 1-Wachturm, 2-Häftlingsbaracke „altes Lager“, 3-Baracke der Wachmannschaft, 4-Küchen und Wirtschaftsgebäude, 5-Baracke Messerschmitt, 6-Massivhäuser „neues Lager“, 7-Entlausungsgebäude, 8-Haus des NSDAP Kreisleiters, 9-Feuerlöschteich, 10-Lorenbahn, 11-Autobahn, 12-Autobahn, 13-Tunnelportal, 14-Tunnelportal, 15-Flakstellung, 16-Leichenhaus, x-Tragflächen einer Me 262

Wenige hundert Meter vom südlichen Tunneleingang entfernt wurde das KZ-Außenlager Leonberg des Konzentrationslagers Natzweiler-Struthof errichtet. Vermutlich noch im März 1944, spätestens Anfang April 1944, begann ein Häftlingsvorkommando das sogenannte „alte Lager“, in unmittelbarer Nähe des Autobahntunnels, zu errichten, in dem ab dem 10. April 1944 etwa 400, nach neueren Quellen etwa 650 KZ-Häftlinge untergebracht wurden. Das Lager bestand letztendlich aus acht 10 m breiten und 30 m langen Holzwohnbaracken, die mit je etwa 300 Häftlinge belegt wurden. Die Fertigteilbauweise legt jedoch nahe, dass die Wohnbaracken 8,13 m breit und 33,3 m lang waren. Weiter wurden ein Leichenhaus und ein Krankenrevier gebaut, sowie eine Küche und ein Wirtschaftsgebäude. Es gab auch noch eine Waschbaracke mit Latrinen und einen Appellplatz mit Galgen. Umgeben war das Lager mit einem Stacheldrahtzaun und vier bis sechs Wachtürmen. Das Gebäude der Wachmannschaft lag direkt neben dem Lager außerhalb des Zauns.
Etwa 100 m westlich des „alten Lagers“ wurde das „neue Lager“ errichtet. Dieses Lager wurden am 1. Dezember 1944 in Betrieb genommen. Das Lager bestand aus drei je 40 m langen, zweistöckigen Betonflachdachbauten für je 250 Häftlinge sowie einer Küche und einem Gebäude zur Desinfektion der Häftlinge. Weiter gab es zwei Gebäude für die Wachmannschaften. Auch dieses Lager war umzäunt und mit Wachtürmen gesichert.

## Lebens- und Arbeitsbedingungen
Die Gefangenen produzierten im Engelbergtunnel Tragflächen für das Kampfflugzeug Me 262 der Firma Messerschmitt. Die Fertigung der Tragflächen begann im Juli 1944. Die zu dieser Zeit etwa 1.000 Häftlinge arbeiteten im Zweischichtbetrieb, d. h. in Zwölf-Stunden-Schichten an sieben Tagen der Woche. Täglicher Schichtwechsel war morgens und abends um sechs Uhr. Nach einer Woche wechselte die Tag- zur Nachtschicht und umgekehrt. Dieser Wechsel wurde mit verlängerten 18-Stunden-Schichten bewerkstelligt. Ein kleinerer Teil der Häftlinge verrichtete Bau-, Steinbruch- und Tunnelarbeiten oder wurde in Zulieferbetrieben in Leonberg eingesetzt. Einige wenige arbeiteten auch bei Privatpersonen. 25 KZ-Häftlinge wurden zu Bombenräumkommandos und Sprengkommandos abgeordnet, die, ähnlich wie bei den Bombensuchkommandos des KZ Dachau, zwischen dem 25. Oktober und 6. November Blindgänger außerhalb Leonbergs beseitigen mussten.
Wegen der bewusst schlechten Nahrungsversorgung litten die Häftlinge Hunger. Durch die extreme Überbelegung des Lagers verschlechterten sich Ende 1944 die hygienischen Verhältnisse. Bakterienruhr und Typhus breiteten sich aus. Zu den sanitären Bedingungen schrieb der Landesgewerbearzt Dr. Humberdink im November 1944: „Ganz und gar unhaltbar sind die Verhältnisse in den KZ-Aborten in- und außerhalb des Tunnels. Bis zu den Knöcheln watet man im Kot und in breiter Fläche ergießt sich das Urin-Kotgemich über den Hang“.  Als Folge stieg die Anzahl der Toten rasant an. Während bis Oktober ein oder zwei Todesfälle pro Monat üblich waren, stieg deren Zahl im November auf sechs an, im Dezember auf 21 und im Januar 51. Im Februar starben 162 Häftlinge.
In dem einen Jahr, in dem das KZ-Außenlager Leonberg bestand, nämlich von April 1944 bis April 1945, sind in Leonberg nachweislich 389 Häftlinge verstorben bzw. hingerichtet worden. Davon wurden in der Anfangszeit 16 Verstorbene auf dem Pragfriedhof in Stuttgart feuerbestattet. 373 Verstorbene wurden auf dem Blosenberg in Leonberg unweit des Lagers in Gruben verscharrt. Diese wurden 1953 exhumiert und die Gebeine von 337 Häftlingen wurden in ein Sammelgrab auf dem Städtischen Friedhof an der Seestraße umgebettet. Die restlichen Gebeine von 36 Häftlingen wurden auf einen italienischen Militärfriedhof in München überführt, bzw. in die jeweiligen Heimatländer der Verstorbenen. Von den 389 in Leonberg Verstorbenen sind nur 308 mit Namen bekannt. Die Sterberegister der Stadt Leonberg für 1945 und 1946, in die die Namen der im KZ Verstorbenen eingetragen waren, hat das nationalsozialistische Personal des Rathauses noch vor Ende des Krieges vernichtet. Viele der von der harten Arbeit entkräfteten und kranken Männer wurden in typische Sterbelager überführt, so 127 Häftlinge in das KZ-Außenlager Vaihingen, von denen nach kurzer Zeit dort 98 verstorben sind, d. h. 77 % der überführten Häftlinge. 258 Häftlinge wurden in das Sterbelager Bergen-Belsen gebracht. Angesichts der bekannten sehr hohen Sterberate dieses Lagers ist davon auszugehen, dass 80–90 % der Leonberger Häftlinge die Inhaftierung dort nicht überlebte. 436 Häftlinge wurden in das Lager Dachau gebracht. Auch hier ist davon auszugehen, dass etwa 75 % der Häftlinge starben.

## Die Opfer
Bereits im März 1944 erreichte ein Vorkommando Leonberg. Die ersten 398 Gefangenen trafen wohl am 10. April 1944 aus den KZ-Außenlagern Haunstetten und Gablingen ein, die zum Konzentrationslager Dachau gehörten. Regelmäßig kamen neue Häftlingstransporte an. Am 1. Juni 1944 befanden sich 650 Männer im Lager, am 1. Juli 852, am 9. Juli 798, 12. Juli 1.032,  30. September 1.162 und 31. Oktober 1.555. Wahrscheinlich waren aber schon im Mai mindestens 761 Häftlinge im Lager. Die Zahl der Häftlinge stieg weiter an und erreichte im Januar 1945 etwa 3000 bis 3200 Männer, was zu einer extremen Überbelegung des Lagers führte. Mitte März 1945 erreichten mit dem letzten Häftlingstransport vom KZ Flossenbürg nochmals etwa 1000 Häftlinge das bereits überfüllte Lager.
Die Deportierten kamen vor allem aus dem KZ Dachau und dessen Außenlager Augsburg-Pfersee, das auch als KZ-Hauptaußenlager der Messerschmitt AG diente. Insgesamt durchliefen mindestens 5000 KZ-Häftlinge das Außenlager Leonberg. Die meisten Menschen im KZ waren Verfolgte des Rassenwahns wie z. B. Juden oder Sinti und Roma bzw. hatten eine nicht-konforme politische oder religiöse Überzeugung. Es gab auch Deserteure, Zwangsverschleppte und Kriegsgefangene unter den Häftlingen. Die KZ-Gefangenen stammten aus 24 Nationen, vor allem aus Polen (30 %), der Sowjetunion (23 %), Ungarn (6 %), Frankreich (9 %), Italien (13 %) und dem Königreich Jugoslawien (6 %).  Ab November 1944 trafen mindestens 659 jüdische Häftlinge ein, so dass deren Anteil etwa ⅓ der Inhaftierten ausmachte. Sieben Prozent aller Häftlinge waren Deutsch und Volksdeutsche. Eine erhalten gebliebene Tafel vom Mai 1944 gibt folgende Besetzung des Lagers nach Nationalitäten an: „16 Deutsche Politische, 13 Deutsche Arbeitszwang, 26 Kriminelle, 2 Deutsche Wehrmacht, 2 Albaner, 3 Belgier, 27 Franzosen, 5 Griechen, 4 Holländer, 30 Italiener, 33 Jugoslawen, 28 Lothringer, 1 Litauer, 261 Polen, 297 Russen, 1 Spanier, 8 Tschechen, 4 Zigeuner“.

## Die Bewacher
Die Leitung des KZ-Außenlagers Leonberg unterstand nacheinander vier SS-Hauptscharführern bzw. SS-Hauptsturmführern. Bis September 1944 bestand die SS-Bewachungsmannschaft aus zwölf Unterführern und 21 Posten. Sie wurde danach auf 15 Unterführer und 45 Posten erhöht, so dass dann 60 bewaffnete SS-Leute ca. 3.000 KZ-Häftlinge bewachten. Das Wachpersonal kam teilweise aus den Luftwaffeneinheiten, die in Nagold stationiert waren. Parallel zu der Hierarchie des KZ-Lagerpersonals wurde eine Hierarchie der „Selbstverwaltung der Gefangenen“ durch sogenannte Funktionshäftlinge etabliert. Ziel war es Ordnungsfunktionen gegen kleine Hafterleichterungen an Häftlinge zu delegieren, und so Personal einzusparen. Die Ordnung wurde dabei meist durch Gewalt aufrechterhalten.

## Räumung des Lagers
Am 21. April 1945 sind französische Truppen in Leonberg einmarschiert. Ab der ersten Aprilwoche wurde das Außenlager wohl in mehreren Schüben geräumt. Die etwa 3700 KZ-Häftlinge des Lagers mussten in den folgenden Tagen einen Todesmarsch antreten, dessen erste Station Esslingen war. In Esslingen angekommen, wurden sie in Güterwaggons der Deutschen Reichsbahn verladen, um erneut in Betrieben und auf Baustellen der Firma Messerschmitt eingesetzt zu werden, die in Bayern lagen. Eine genaue Rekonstruktion der Transporte nach Bayern ist nicht mehr möglich. Einigermaßen gesichert ist, dass am 6. April 1945 der KZ-Außenlagerkomplex Kaufering die Ankunft von 1989 Häftlingen aus Leonberg und der KZ-Außenlagerkomplex Mühldorf die Ankunft von 724 Häftlingen aus Leonberg gemeldet haben. 406 tote KZ-Häftlinge aus Leonberg, können als Opfer des Todesmarsches in Bayern durch Dokumente belegt werden. Die wirkliche Anzahl der gestorbenen Häftlinge ist sicherlich um ein Vielfaches höher.
Am 2. April wurde die Produktion im Tunnel eingestellt. Mit der Auflösung des Lagers wurden auch die Maschinen der Tragflächenproduktion nach Bayern transportiert. Anschließend wurden beide Röhren gesprengt, damit keine funktionsfähige Waffenfabrik in die Hände der Alliierten fallen sollte. Nach der Räumung der beiden Lager und vor der Ankunft der französischen Truppen wurden die Holzbaracken des „alten Lagers“ wegen Seuchengefahr vom Ortspolizisten abgebrannt. Am 20. Juni 1945 unterzeichnete Frankreich die Neuregelung der Besatzungszonen, so dass ab 8. Juli Leonberg zur amerikanischen Besatzungszone gehörte. Das Gelände des „alten Lagers“ ist heute mit kleineren Wohnhäusern bebaut. Die massiven Gebäude des „neuen Lagers“ blieben erhalten und wurden in der Nachkriegszeit zu einem heute noch bestehenden Altenzentrum der Evangelischen Samariterstiftung umgebaut. Das letzte aus der KZ-Zeit noch erhaltene Gebäude (Seestraße 74) wurde nach mehrmaligem Umbau im Jahr 2024 abgebrochen.

## Verurteilung der Schuldigen
Vom 12. bis 19. April 1948 fand vor dem französischen Militärtribunal in Rastatt der Prozess um die Verbrechen im Konzentrationslager Leonberg statt. Angeklagt wurden zwei Angehörige der Wachmannschaften, vier Funktionshäftlinge (Lagerälteste und Kapos als Leiter von Arbeitskommandos) sowie drei leitende Angestellte der Firma Messerschmitt. Gemäß dem Kontrollratsgesetz Nr. 10 wurden zum Teil hohe Freiheitsstrafen, in einem Fall die Todesstrafe, verhängt. Die Todesstrafe wurde später in eine Freiheitsstrafe umgewandelt und die Freiheitsstrafen sind nach Teilverbüßung verkürzt worden. Nur einer der vier Lagerleiter konnte ergriffen und gerichtlich belangt werden.

## Gegen das Vergessen
Nach der im Jahr 1998 erfolgten Schließung des nach dem Krieg wiedereröffneten Autobahntunnels unter dem Engelberg gründete sich im Jahr 1999 die KZ-Gedenkstätteninitiative Leonberg als nicht eingetragener Verein, aus der im Jahr 2000 die KZ-Gedenkstätteninitiative Leonberg e.V., hervorging, die heute KZ-Gedenkstätte Leonberg e.V. heißt. Seine Ziele sind die Erinnerung an das KZ-Leonberg wach zu halten, Kontakt mit ehemaligen Häftlingen und deren Familien zu pflegen und eine Gedenkstätte zu errichten und fortzuführen. 2001 wurde mit sechs Schautafeln der „Weg der Erinnerung“ eingerichtet, der entlang der Seestraße bis zum Massengrab am Blosenberg führt.

### Die Gedenkstätte

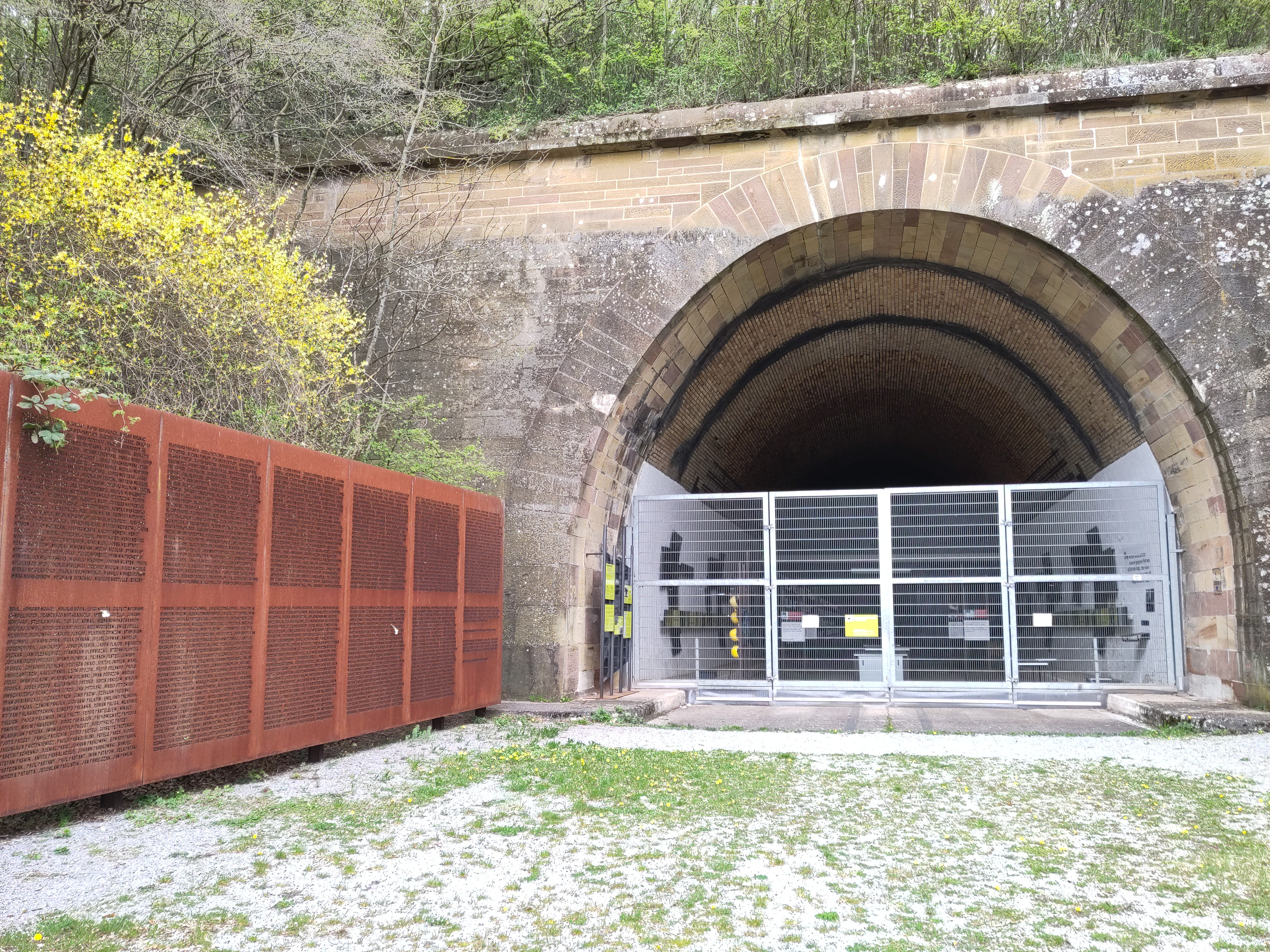
Gedenkstätte „KZ-Außenlager Leonberg“ mit den Tafeln der Namen der Zwangsarbeiter (2024)

2005 wurden am Südportal des alten Engelbergtunnels die Namen von 2.882 KZ-Häftlingen und 16 Gestapo-Häftlingen in Metallplatten verewigt. 2008 wurde die Gedenkstätte im Engelbergtunnel eingeweiht. Die erste Metallplatte trägt in mehreren Sprachen folgende Inschrift:
Sie waren nur noch Nummern:

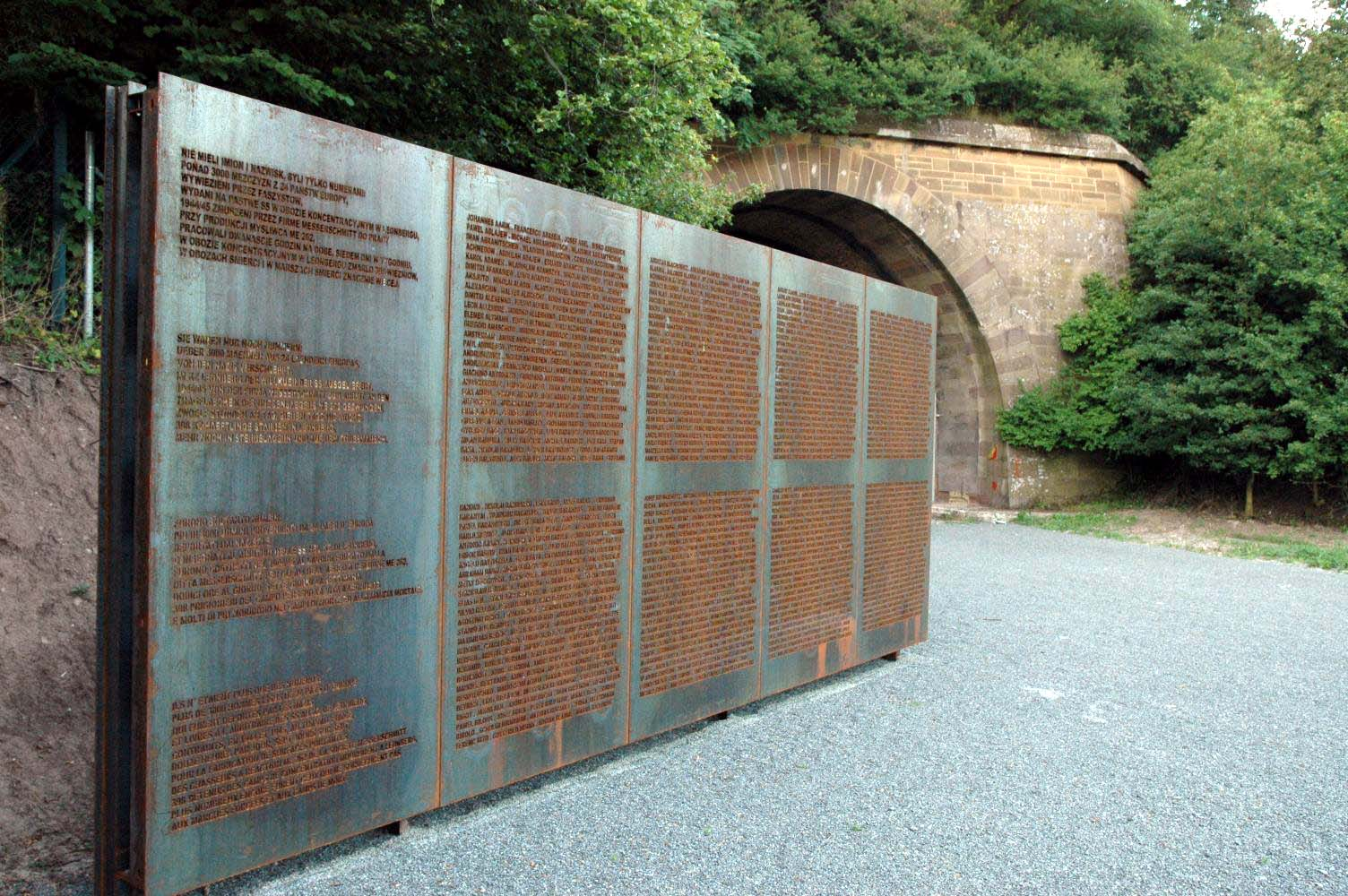
Gedenkstätte „KZ-Außenlager Leonberg“ (Foto 2005)

Ueber 3000 Maenner aus 24 Laendern Europas,

von den Nazis verschleppt,

im KZ Leonberg der Willkuer der SS ausgeliefert,

1944/45 von der Firma Messerschmitt zur Arbeit an den

Tragflaechen des Duesenjaegers Me 262 gezwungen,

zwoelf Stunden am Tag, sieben Tage die Woche.

398 KZ-Haeftlinge starben in Leonberg,

mehr noch in Sterbelagern und auf dem Todesmarsch.

### Ehemaliges Massengrab Blosenberg
An der heutigen Blosenbergstraße erinnern zwei Bodenplatten neben einem Kreuz in französischer und deutscher Sprache an die ehemals hier im Massengrab begrabenen, 1953 auf den städtischen Friedhof umgebetteten Todesopfer:
Ach, daß ich Wasser genug hätte in

meinem Haupte und meine Augen Tränen-

quellen wären, daß ich Tag und Nacht

beweinen möchte die Erschlagenen in

meinem Volk. Jeremia 8,23

In memoriam. 

Hier ruhten die Gebeine

von 373 Opfern des SS-Arbeitslagers

Leonberg. Sie wurden inzwischen auf

dem städtischen Friedhof beigesetzt.

### Städtischer Friedhof Leonberg
Im städtischen Friedhof Leonberg an der Seestraße befindet sich ein Mahnmal mit einem Relief. Eine Steintafel trägt die Inschrift:
389 Söhne vieler Völker Europas

ruhen hier, Opfer der Gewaltherrschaft

dunkler Zeit. Ihr Tod

mahnt uns alle, das

Rechte zu tun, dem

Unrecht zu wehren und Gott

in seinen Geschöpfen zu ehren.

### Pragfriedhof Stuttgart

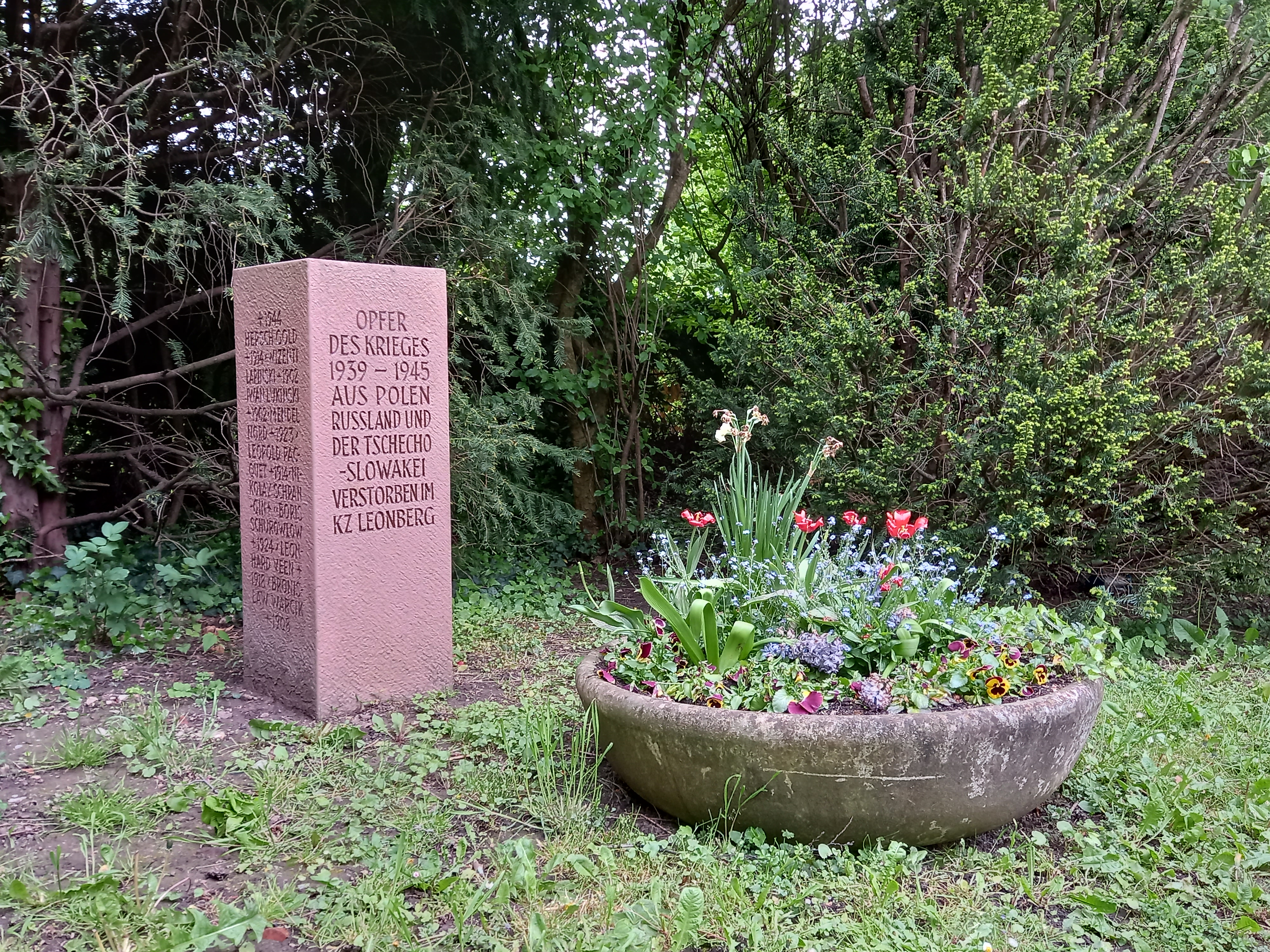
Gedenkstein auf dem Stuttgarter Pragfriedhof

16 verstorbene Zwangsarbeiter wurden auf dem Stuttgarter Pragfriedhof feuerbestattet. Am nördlichsten Ende des Friedhofs, gleich neben der zentralen Abfallsammelstelle wurde ein Gedenkstein errichtet der an die Opfer erinnert. Neben den Namen der Verstorbenen lautet die Inschrift:
Opfer des Krieges 1939–1945

aus Polen Russland und der 

Tschechoslowakei

verstorben im KZ Leonberg